# Памятник В. И. Ленину на Московской площади
Памятник В. И. Ленину на Московской площади — скульптурный монумент в Санкт-Петербурге, установленный в 1970 году на Московской площади. Изготовлен по проекту скульптора Михаила Аникушина и архитектора Валентина Каменского. Это самый высокий памятник В. И. Ленину в городе. Монумент имеет статус памятника монументального искусства федерального значения.

## История
Московская площадь была сформирована на Московском проспекте в 1930-х годах, когда там было построено здание Дома Советов. Перед ним планировалось установить памятник В. И. Ленину, однако к осуществлению проекта приступили лишь в конце 1960-х годов, когда страна готовилась к празднованию столетия со дня его рождения. В 1967 году был проведён закрытый конкурс, по итогам которого был выбран проект скульптора М. К. Аникушина, архитекторов С. Г. Майофиса и В. А. Каменского. Майофис в дальнейшем не участвовал в работе над монументом. В 1969 году был утверждён окончательный проект памятника, после чего начались работы по его изготовлению. Для постамента в карьере «Ровное» на Карельском перешейке был вырублен гранитный монолит весом 250 тонн. Изготовлением постамента занимался Ленинградский камнеобрабатывающий завод, его транспортировкой и установкой — Управление такелажно-монтажных работ Ленгорисполкома. Бронзовая скульптура была отлита на заводе «Монументскульптура». Торжественное открытие памятника состоялось 22 апреля 1970 года — в день столетия со дня рождения В. И. Ленина.
На постаменте памятника была надпись "Ленину в день столетия апрель 1970". После распада СССР в 1990-е годы надпись исчезла. После реставрации памятника в 2024 году надпись так и не была восстановлена.

## Описание
Памятник является композиционным центром огромной Московской площади и просматривается со всех её концов. Он стал самым высоким памятником В. И. Ленину в городе: высота постамента составляет 7 м 44 см, высота скульптуры 8 м 10 см. Позади него расположено здание Дома Советов.
Скульптор М. К. Аникушин отошёл от сложившихся традиций памятников Ленину, согласно которым он изображался выступающим с трибуны, либо мыслителем. У него вождь мирового пролетариата представлен в движении, как будто обращаясь к народу с пламенной речью. Здесь нашло воплощение романтика революции, Ленин как будто подхвачен революционным порывом. Аникушин стремился изобразить Ленина молодым как физически, так и духовно.